# Пејронијева болест
Пејронијева болест представља појаву тврдих чворића унутар пениса, што доводи до отежаних и болних ерекција.
Према неким истраживањима, Пејронијева болест настаје после повреде која узрокује крварење унутар пениса. Међутим, овако се не може објаснити хронични, односно спори напредак болести, тако да је прави узрок обољења непознат.

## Клиничка слика
Пејронијева болест се карактерише постојањем чвора или тврде израслине на једном делу пениса. Углавном почиње у виду локалног запаљења, а касније се на том месту ствара тврди ожиљак, односно ожиљно ткиво. Промена је бенигна. Најчешће се налази при корену пениса, због чега настаје искривљење пениса при ерекцији у положај нагоре. Уколико је чвор смештен на доњој страни, пенис се криви надоле. Ове промене су праћене болом, али и емоционалним стресом, што може негативно да утиче на способност ерекције или ејакулације, а пенетрација при сексуалном односу је најчешће отежана. Уколико је ерекција и могућа, често је веома болна.

## Дијагноза и лечење
Дијагноза се поставља на основу анамнезе и клиничког прегледа.
Мање промене не доводе до наведених симптома, па лечење и није потребно. Неки облици пролазе спонтано. Још увек није утврђена тачна терапија која доводи до излечења. Дају се витамин Е, а локално кортикостероиди, верапамил, интерферон алфа директно у промену. Хируршка терапија се примењује само код најтежих случајева, јер може да доведе до импотенције или скраћења еректилног ткива.